# Памятное путешествие
Памятное путешествие — американский телефильм 2003 года режиссёра Пола Мазурски, основанный на новелле Фредерика Рафаэля. Съёмки проходили в Торонто, Канада.

## Сюжет
Барнаби и Максин Пирс — супружеская пара средних лет, находящаяся в бракоразводном процессе. Они решили взять перерыв, чтобы присутствовать на свадьбе своего сына. В процессе поездки из Коннектикута в Лос-Анджелес они много размышляют о прожитых годах, по-новому оценивают свой брак и пытаются возродить былые отношения.

## В ролях
| Актёр               | Роль               |
| ------------------- | ------------------ |
| Ричард Дрейфус      | Барнаби Пирс       |
| Джуди Дэвис         | Максин Пирс        |
| Сельма Блэр         | Стейси Пирс        |
| Максимилиан Шелл    | Казимир            |
| Фред Уорд           | Хэл Кресслер       |
| Сол Рубинек         | Гари Перейра       |
| Джон Сэлли          | Клиффорд Уордсворт |
| Пол Мазурски        | Стэнли Тарто       |
| Дэвид Джуллиан Хирш | Бенджамин Пирс     |
| Кейт Линч           | Нессли Кэрровай    |
| Ричард Фитцпатрик   | Кэлвин Кэрровай    |
| Оуэн Рот            | Рэндольф Кэрровей  |
| Кэтрин Уинслоу      | Марша Капински     |

## Награды и номинации
- 2005 — номинация на премию Американской ассоциации монтажёров в категории «Best Edited Miniseries or Motion Picture for Non-Commercial Television» (Ричард Халси).